# Antodilanea modesta
Antodilanea modesta är en skalbaggsart som först beskrevs av Lane 1939.  Antodilanea modesta ingår i släktet Antodilanea och familjen långhorningar.
Artens utbredningsområde är Paraguay. Inga underarter finns listade i Catalogue of Life.